# Klis (Konjic, BiH)
Klis je predio u općini Konjicu. Obuhvaća područje između desne obale rijeke Neretve, od 1954. Jablaničkog jezera a jugu i planine Bitovinje na sjeveru, te rijeke Kraljuštice na istoku i planine Bokševice na zapadu. Naziv datira od 1537. godine kad su Osmanlije su vojno, upravno i sudski reorganizirali teritorij bivše Kraljevine Bosne. Župa Neretva u kojoj je ovo područje, izdvojena je iz Bosanskog sandžaka i uključena u sastav novoosnovanog Kliškog sandžaka. Ime Klis označava crkvu, i dolazi od lat. ecclesia, tur. kilise.
Na području općine Konjic, pripadnici muslimanske Armije RBiH prve ratne zločine nad hrvatskim civilima i pripadnicima HVO-a počinili su na području Klisa. Na prijevaru su u većinski bošnjačkomuslimanskom selu Jasenku muslimansko – bošnjačke vlasti uhitile oko 70 Hrvata, pozvavši ih da 13. ožujka 1993. godine dođu po humanitarnu pomoć. Početak krvave agresije i etničkog čišćenja hrvatskog naroda u općinama Konjic i Jablanica dogovoren je u Jablanici 20. ožujka 1993. godine na sastanku najviših vojnih i političkih predstavnika Muslimana Konjica, Jablanice i Hadžića, blagoslovljenog od Alije Izetbegovića, dr. Safeta Ćibe i Sefera Halilovića. Već istog dana u Konjicu je dignut eksplozivom u zrak automobil jednog Hrvata, a u Kostajnici su dvojica Muslmana bacila ručnu bombu na tri hrvatske djevojčice, i jednu od njih ranjavaju. Dan poslije Safet Ćibo zabranio je Hrvatima da se oglašavaju na Radio-Konjicu te dekretom smijenio Hrvaticu glavnu urednicu tog radija. 22. ožujka počela je blokada cijele konjičke općine. U Jaseniku su 23. ožujka 1993. godine pripadnici tzv. ARBIH okrutno su ubili zarobljenog pripadnika HVO-a, u Seonici snajperskim hicem pripadnika HVO-a, a na Žitačama u njegovoj kući hrvatskog civila, 24. ožujka ubili su pripadnika HVO-a Zvonimira Đopu, Perinog (1971. Mostar). Počinitelji ubojstava su iz brigade Neretvica.